# The Founder
The Founder är en amerikansk biografisk dramafilm från 2016 regisserad av John Lee Hancock. Filmen skrevs av Robert Siegel och i rollerna syns Michael Keaton som affärsmannen Ray Kroc. Nick Offerman och John Carroll Lynch spelar bröderna tillika grundarna av McDonald's, Richard och Maurice McDonald.
Filmen hade sin urpremiär den 7 december 2016 för att sedan släppas på vanliga biografer den 20 januari 2017. Filmen fick till största del ett positivt mottagande och Keaton hyllades nästintill unisont för sin insats.

## Handling
När Milkshake maskin-försäljaren Ray Kroc (Keaton) får en ovanligt stor beställning på sina maskiner kör han till San Bernardino i Kalifornien för att se med egna ögon om de verkligen behöver så många maskiner. Han upptäcker då McDonald's, en väldigt populär snabbmatsrestaurang som serverar sin högkvalitativa mat på 30 sekunder. Något Kroc inte sett så välfungerande på alla sina besök hos hamburgerställen. Han bjuder grundarna Richard (Offerman) och Maurice (Carroll Lynch) på middag och övertalar dem att låta honom starta fler McDonald's i landet. Något bröderna McDonald's ska ångra.

## Rollista (i urval)
- Michael Keaton – Ray Kroc
- Nick Offerman – Richard "Dick" McDonald
- John Carroll Lynch – Maurice "Mac" McDonald
- Linda Cardellini – Joan Smith
- B. J. Novak – Harry J. Sonneborn
- Laura Dern – Ethel Kroc
- Justin Randell Brooke – Fred Turner
- Kate Kneeland – June Martino
- Patrick Wilson – Rollie Smith
- Griff Furst – Jim Zien
- Wilbur Fitzgerald – Jerry Cullen
- Afemo Omilami – Mr. Merriman[6]